# Willem Kernkamp (sportbestuurder)
Mr. Gerhard Wilhelm ("Willem") Kernkamp (Utrecht, 13 december 1911 – Utrecht, 21 augustus 1990) was een Nederlands sportbestuurder, die van 1981 tot 1984 voorzitter van betaaldvoetbalclub FC Utrecht was.

## Carrière
Kernkamp werd in 1911 geboren als zoon van de Utrechtse historicus Prof. Dr. Gerhard Wilhelm Kernkamp en diens tweede echtgenote, Jitske Muijderman. Hij studeerde rechten in zijn geboortestad en werd vervolgens advocaat. Na enige tijd verruilde hij de toga voor het bedrijfsleven. Van 1967 tot 1976 was hij lid van de raad van bestuur Lips & Gispen BV. Na zijn pensioen aldaar trad Kernkamp opnieuw toe tot de advocatuur. Naast die carrière was hij echter ook actief binnen de voetbalwereld, in het bijzonder die van zijn geboortestad.
Kernkamp stond gedurende lange tijd aan het hoofd van de Utrechtse eredivisionist DOS, tot die in 1970 met Velox en USV Elinkwijk fuseerde tot FC Utrecht. In 1981 werd Kernkamp ook daar voorzitter, als opvolger van Cees Werkhoven. De club presteerde met hem aan het roer redelijk, met respectievelijk een 5e, 10e en 8e plaats op de eindranglijst. Daarnaast werd tijdens zijn voorzitterschap spectaculair met 1-0 gewonnen van de Duitse topclub Hamburger SV. In 1984 werd de functie overgenomen door Theo Aalbers.

### Trivia
- Kernkamp was tijdens zijn periode bij DOS betrokken bij een incident met toenmalig sterspeler Tonny van der Linden. Deze stopte in 1967 tegen de zin van het bestuur plots met voetbal. Bij zijn afscheid kreeg hij uit handen van Kernkamp een lege envelop als cadeau. Bij wijze van wraak zou Van der Linden vervolgens overstappen naar concurrent Elinkwijk.[1]